# Wessel Mouris
Wessel Mouris (30 de diciembre de 2002) es un deportista neerlandés que compite en ciclismo en la modalidad de ruta. Ganó una medalla de bronce en el Campeonato Europeo de Ciclismo en Ruta de 2024, en la prueba de contrarreloj sub-23.

## Medallero internacional
| Campeonato Europeo | Campeonato Europeo | Campeonato Europeo | Campeonato Europeo  |
| Año                | Lugar              | Medalla            | Competición         |
| ------------------ | ------------------ | ------------------ | ------------------- |
| 2024               | Limburgo (Bélgica) | Medalla de bronce  | Contrarreloj sub-23 |

## Palmarés
2023
- 1 etapa de la Carpathian Couriers Race

2024
- Gran Premio de Fráncfort sub-23
- 1 etapa de la Carrera de la Paz sub-23
- 3.º en el Campeonato Europeo Contrarreloj sub-23